# كورمايور
كورمايور، (بالإنجليزية: Courmayeur)‏، (الإيطالية: kurmaˈjør ، -ˈjɛr)، (الفرنسية: kuʁmajœʁ ؛ Valdôtain: Croméyeui)، هي مدينة و(بلدية) في شمال إيطاليا، في منطقة وادي أوستا، المتمتعة بالحكم الذاتي.

## السكان
في سنة 1861 بلغ عدد السكان 1٬434 نسمة، وتطور العدد ليصل في سنة 2011 لـ 2٬815 نسمة.
يظهر هذا المخطط البياني تطور النمو السكاني لـ كورمايور

## توأمة
لكورمايور اتفاقيات توأمة مع:
- شاموني

## أعلام
- دافيدي جيوردانو